# Otročín
Otročín település Csehországban, a Karlovy Vary-i járásban. Otročín Teplá, Krásné Údolí, Bečov nad Teplou, Chodov, Toužim, Útvina és Nová Ves településekkel határos. Lakosainak száma 446 fő (2024. január 1.).

## Népesség
A település lakosságának változását az alábbi diagram mutatja:
| Lakosok száma | 2025 | 2205 | 2017 | 770  | 590  | 474  | 461  | 454  | 390  | 446  |
|               | 1869 | 1900 | 1921 | 1961 | 1980 | 2011 | 2016 | 2019 | 2021 | 2024 |